# Rafał Szukała
Rafał Szukała, född 9 april 1971 i Poznań, är en polsk före detta simmare.
Szukała blev olympisk silvermedaljör på 100 meter fjäril vid sommarspelen 1992 i Barcelona.